# Washington Bartlett
Washington Montgomery Bartlett, född 29 februari 1824 i Savannah, Georgia, död 12 september 1887 i Oakland, Kalifornien, var en amerikansk politiker. Han var demokrat och den hittills enda judiska guvernören i delstaten Kalifornien.

## Biografi
Washington Bartlett var boktryckare och publicist till yrket. Han var inte särskilt religiös och han förblev ogift livet ut.
Bartlett inledde sin politiska karriär som ämbetsman i San Francisco County (County clerk). Han var ledamot av delstatens senat 1873–1877, borgmästare i San Francisco 1883–1887 och den 16:e guvernören i Kalifornien från 8 januari 1887 fram till sin död. Hans grav finns på Mountain View Cemetery i Oakland.